# خرچنگ پنجه‌طلایی
خرچنگ پنجه طلایی (به زبان فرانسوی: Le Crabe aux pinces d'or) نهمین کتاب کامیک از مجموعهٔ کتابهای مصور ماجراهای تن‌تن و میلو است. این کتاب نخستین بار در سال ۱۹۴۱ میلادی توسط هرژه نوشته، طراحی و به چاپ رسید.

## چاپ اول
- در انگلیس: Casterman
- در ایران (ترجمه فارسی): ونوس

## تعداد صفحات
- در ایران: ۶۲ صفحه
- در بلژیک: ۶۲ صفحه
- در انگلیس: ۶۲ صفحه
- در آمریکا: ۶۲ صفحه
- در فرانسه: ۶۲ صفحه

## داستان
سال ۱۹۴۱ نسخه سیاه و سفید داستان خرچنگ پنجه‌طلایی عرضه شد. ماجرای این کتاب پیرامون یک گروه قاچاق مواد مخدر و درگیری تن‌تن با آنها می‌باشد. شخصیت کاپیتان آرچیبالد هادوک نیز از همین کتاب ارائه می‌گردد. در ۱۹۴۳ نسخه رنگی این کتاب عرضه شد. نکته جالب دربارهٔ نسخه رنگی این کتاب، حذف شدن صحنه‌هایی است که هادوک مشروب را مستقیماً از بطری می‌خورد. این اصلاح نیز به سفارش شرکت انتشاراتی طرف قرارداد در آمریکا صورت گرفت.